# ربیت فلت
ربیت فلت (به انگلیسی: Rabbit Flat) شهرکی واقع در ایالت قلمرو شمالی در استرالیاست. این شهرک در ۱۶۰ کیلومتری (۹۹ مایلی) شرق مرز استرالیای غربی واقع شده است. 

## آب و هوا
| داده‌های اقلیم ربیت فلت          | داده‌های اقلیم ربیت فلت | داده‌های اقلیم ربیت فلت | داده‌های اقلیم ربیت فلت | داده‌های اقلیم ربیت فلت | داده‌های اقلیم ربیت فلت | داده‌های اقلیم ربیت فلت | داده‌های اقلیم ربیت فلت | داده‌های اقلیم ربیت فلت | داده‌های اقلیم ربیت فلت | داده‌های اقلیم ربیت فلت | داده‌های اقلیم ربیت فلت | داده‌های اقلیم ربیت فلت | داده‌های اقلیم ربیت فلت |
| ماه                             | ژانویه                 | فوریه                  | مارس                   | آوریل                  | مه                     | ژوئن                   | ژوئیه                  | اوت                    | سپتامبر                | اکتبر                  | نوامبر                 | دسامبر                 | سال                    |
| ------------------------------- | ---------------------- | ---------------------- | ---------------------- | ---------------------- | ---------------------- | ---------------------- | ---------------------- | ---------------------- | ---------------------- | ---------------------- | ---------------------- | ---------------------- | ---------------------- |
| سابقهٔ بیش‌ترین °C (°F)           | ۴۶٫۴ (۱۱۶)             | ۴۵٫۹ (۱۱۵)             | ۴۳٫۲ (۱۱۰)             | ۴۱٫۳ (۱۰۶)             | ۳۸٫۲ (۱۰۱)             | ۳۴٫۶ (۹۴)              | ۳۵٫۲ (۹۵)              | ۳۸٫۶ (۱۰۱)             | ۴۱٫۱ (۱۰۶)             | ۴۴٫۲ (۱۱۲)             | ۴۶٫۱ (۱۱۵)             | ۴۷٫۰ (۱۱۷)             | ۴۷٫۰ (۱۱۷)             |
| میانگین بیش‌ترین °C (°F)         | ۳۸٫۵ (۱۰۱)             | ۳۷٫۳ (۹۹)              | ۳۶٫۲ (۹۷)              | ۳۳٫۰ (۹۱)              | ۲۸٫۹ (۸۴)              | ۲۶٫۰ (۷۹)              | ۲۵٫۹ (۷۹)              | ۲۹٫۱ (۸۴)              | ۳۳٫۲ (۹۲)              | ۳۶٫۹ (۹۸)              | ۳۸٫۶ (۱۰۱)             | ۳۹٫۲ (۱۰۳)             | ۳۳٫۵ (۹۲)              |
| میانگین کم‌ترین °C (°F)          | ۲۳٫۶ (۷۴)              | ۲۳٫۱ (۷۴)              | ۲۰٫۷ (۶۹)              | ۱۶٫۴ (۶۲)              | ۱۲٫۲ (۵۴)              | ۸٫۳ (۴۷)               | ۶٫۶ (۴۴)               | ۹٫۴ (۴۹)               | ۱۳٫۵ (۵۶)              | ۱۸٫۱ (۶۵)              | ۲۱٫۵ (۷۱)              | ۲۳٫۳ (۷۴)              | ۱۶٫۳ (۶۱)              |
| سابقهٔ کم‌ترین °C (°F)            | ۱۴٫۲ (۵۸)              | ۱۴٫۸ (۵۹)              | ۱۱٫۵ (۵۳)              | ۶٫۴ (۴۴)               | −۱٫۰ (۳۰)              | −۱٫۹ (۲۹)              | −۳٫۵ (۲۶)              | −۱٫۸ (۲۹)              | ۲٫۹ (۳۷)               | ۴٫۰ (۳۹)               | ۱۰٫۱ (۵۰)              | ۱۳٫۴ (۵۶)              | −۳٫۵ (۲۶)              |
| بارندگی میلی‌متر (اینچ)          | ۱۰۰٫۰ (۳٫۹۴)           | ۱۱۰٫۴ (۴٫۳۵)           | ۴۳٫۰ (۱٫۶۹)            | ۲۱٫۳ (۰٫۸۴)            | ۱۴٫۰ (۰٫۵۵)            | ۱۱٫۲ (۰٫۴۴)            | ۹٫۲ (۰٫۳۶)             | ۳٫۴ (۰٫۱۳)             | ۹٫۹ (۰٫۳۹)             | ۱۷٫۱ (۰٫۶۷)            | ۳۲٫۴ (۱٫۲۸)            | ۵۸٫۰ (۲٫۲۸)            | ۴۲۹٫۹ (۱۶٫۹۲)          |
| میانگین روزهای بارانی (≥ ۰.۲mm) | ۹٫۹                    | ۸٫۷                    | ۴٫۹                    | ۲٫۱                    | ۲٫۳                    | ۱٫۳                    | ۰٫۷                    | ۰٫۹                    | ۱٫۶                    | ۳٫۴                    | ۶٫۱                    | ۷٫۰                    | ۴۸٫۹                   |
| منبع: Bureau of Meteorology     |                        |                        |                        |                        |                        |                        |                        |                        |                        |                        |                        |                        |                        |